# Luís dos Reis
Luís dos Reis Gonçalves (* 1. Februar 1962 in São Paulo) ist ein brasilianischer Fußballtrainer.

## Karriere
1994 wurde Reis bei Elosport als Trainer eingestellt. Er trainierte in den folgenden Jahrzehnten zahlreiche brasilianische Vereine wie beispielsweise São José EC, AA Portuguesa (SP), AA Internacional (Limeira), Marília AC und Brasiliense FC.